# Шовковична, 21
Житловий будинок працівників Ради народних комісарів УРСР — номенклатурна будівля з курдонером, спроєктована харківськими архітекторами на чолі із Сергієм Григор'євим. Розташований на Шовковичній вулиці, 21, що на Липках у Києві.
Один із характерних зразків житлової забудови 1930-х років. За визначенням дослідників, будівля має імпозантний архітектурний вигляд. Також відзначається об'ємно-просторовим рішенням.

## Будівництво і використання будівлі

Будинок із курдонером

Після перенесення в 1934 році столиці України з Харкова до Києва виникла нагальна потреба в забезпеченні республіканського партійного і радянського керівництва житлом. Тоді ж Інженерно-будівельний відділ керування справами Ради народних комісарів УСРР запланував зведення 5 будинків на 192 квартири для радянських високопосадовців, зокрема будинки № 16 і № 20/8 на Інститутській вулиці, будинок № 10 на Шовковичній, а також будинок № 5 на Терещенківській. Над проєктуванням працювала бригада харківських архітекторів на чолі із Сергієм Григор'євим (1896—1975).
Будівництво завершили 1935 року.

## Архітектура

Ліве крило

Цегляний, тинькований будинок стоїть на червоній лінії забудови. Складається із чотирьох секцій. Центральна частина шестиповерхова, решта — п'ятиповерхова. У будинку запроєктовані квартири з однією, двоми і трьома кімнати. Входи до секцій влаштовано з вулиці, а проїзди на подвір'я — по краях будинку.
Архітектор розмістив будинок на вузькій ділянці з відступом углиб центральної частини, створивши таким чином з боку вулиці курдонер.
Будівля зведена у стилі перехідного періоду з рисами пізнього конструктивізму і радянського неокласицизму.
Чоловий фасад має ритмічну, триярусну композицію. Нижній ярус на рівні першого поверху оброблено неглибоким рустом. Другий ярус на рівні другого і третього поверхів бокових крил розкріповано лізенами. Центральна частина прикрашена пілястрами, ритм яких узгоджується з декоративною аркадою третього, аттикового, ярусу. Яруси розділені горизонтальними гуртами.
Виразності будівлі долають портали, огорожі балконів, гурти, карнизи, а також поєднання двох відтінків сірого тиньку.
Композиція дворового фасаду також триярусна. Ярусність позначена горизонтальними гуртами.